# Bastian Schmid
Bastian Schmid (* 29. Dezember 1870 in Weihmichl; † 25. Juni 1944 in München) war ein deutscher, in München-Solln wohnhafter Verhaltensforscher, Pädagoge, Hochschullehrer, Herausgeber von naturwissenschaftlichen Buchserien und Zeitschriften sowie Verfasser von zahlreichen Tierbüchern.

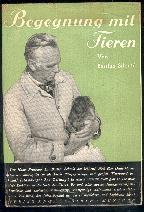
Bastian Schmid auf dem Buch Begegnung mit Tieren, um 1938

## Leben, Wohnort und Familie
Schmid begann seine Laufbahn als Pädagoge, publizierte über philosophische Themen und promovierte zum Dr. phil. Im Jahre 1900 war er Realschuloberlehrer in Bautzen und bereits publizistisch aktiv. Um 1905 war er Oberlehrer am Realgymnasium in Zwickau und hatte einen Professorentitel erworben. Er wandte sich verstärkt der Pädagogik der Naturwissenschaften und der Psychologie zu und veröffentlichte zahlreiche Werke, Zeitschriften, didaktische Kursanleitungen sowohl für Lehrer als auch für Schüler. So publizierte er, als Geologe, um 1905 auch ein Lehrbuch für Geologie.
Große Bekanntheit erfuhr Schmid jedoch eher als Tierpsychologe und Verfasser zahlreicher populärwissenschaftlicher Tierbücher, die sich vor allem mit Instinktleistungen, Verhalten und dem möglichen Seelenleben von Tieren auseinandersetzen. Einige Bücher erreichten mehrere Auflagen und wurden noch nach seinem Tode weiter neu aufgelegt. Zudem war er Herausgeber mehrerer naturwissenschaftlicher Zeitschriften, so Natur, die Zeitschrift der Deutschen Naturwissenschaftlichen Gesellschaft, sowie Buchreihen und Autor von wissenschaftlichen Artikeln in Fachzeitschriften und akademischen Lehrbüchern.

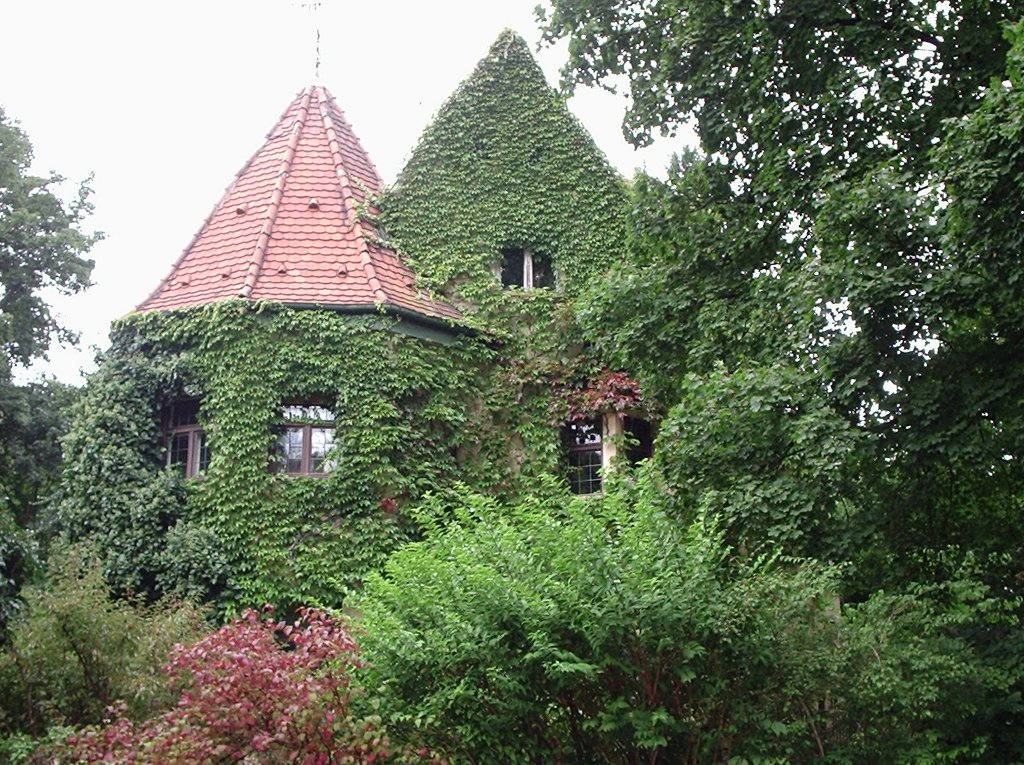
Ehemals von Bastian Schmid bewohnte Villa in Solln, wo er Wildtiere für seine Forschungen hielt

Er kaufte, wohl bereits vor 1903, die im Stil der deutschen Neurenaissance erbaute Villa des Hofopernsängers Kaspar Bausewein, nach dessen Opernabschied und Wegzug zum Tegernsee, in der Natalienstraße (heute Buchauerstraße) 20 in München-Solln. Schmid war jedoch wohl erst ab ungefähr 1919 selbst in München wohnhaft. Im seinerzeit noch unbebauten Gartengrundstück hielt er sich im Laufe der Zeit über 500 Tiere, u. a. Affen, Ameisenbären, Dohlen, Störche, Wölfe und Lämmer. Nach seinem Tod baute seine Tochter, die Choreographin Senta Maria, ungefähr im Jahre 1958 eine Ballettschule mit Studiobühne an das Haus an, die jedoch später wieder abgerissen wurde. Bastian Schmid ist auf dem Friedhof Solln zusammen mit seiner Ehefrau Friederike, geb. Hörburger (1872–1942), und seiner Tochter im Familiengrab bestattet. 1953 wurde der Bastian-Schmid-Platz in Solln nach ihm benannt.

## Veröffentlichungen (Auswahl)
- Bernhard Landsberg, Otto Schmeil, Bastian Schmid: Natur und Schule: Zeitschrift fur den gesamten naturkundlichen Unterricht aller Schulen, Verlag B.G. Teubner, Leipzig und Berlin 1902
- Lehrbuch der Mineralogie und Geologie für höhere Lehranstalten. I u. II. Teil. Verlag J.F. Schreiber, Esslingen und München 1905 (erste Auflage) bis ca. 1915 (dritte Auflage)
- Philosophisches Lesebuch. Zum Gebrauch an höheren Schulen und zum Selbststudium. Verlag B.G. Teubner, Leipzig 1906
- Der naturwissenschaftliche Unterricht und die wissenschaftliche Ausbildung der Lehramtskandidaten der Naturwissenschaften: ein Buch für Lehrer der Naturwissenschaften aller Schulgattungen, 1907
- Handbuch der naturgeschichtlichen Technik für Lehrer und Studierende der Naturwissenschaften. Verlag B.G. Teubner, Leipzig 1914
- Biologisches Praktikum für höhere Schulen, Verlag B.G. Teubner, Leipzig und Berlin 1914
- Natur. Halbmonatsschrift für alle Naturfreunde. 1914–1920. Organ der deutschen und deutschösterreichischen naturwissenschaftlichen Gesellschaft. Herausgegeben von Professor Dr. Bastian Schmid. Verlag Theod. Thomas, Leipzig 1914[11]
- Volk, Karl G.: Geologisches Wanderbuch. Ein Weggenosse für fahrende Schüler und junge Naturfreunde (zweiter Teil) in: Prof. Dr. Bastian Schmids naturwissenschaftliche Bibliothek Serie A: Für reifere Schüler, Studierende und Naturfreunde; Verlag B.G. Teubner, Leipzig und Berlin 1915.
- Deutsche Naturwissenschaft, Technik und Erfindung im Weltkriege. Herausgegeben von Professor Dr. Bastian Schmid, Verlag Otto Nemnich, München und Leipzig 1919 (Digitalisat)
- Das Tier in seinen Spielen. mit Abb. von C.O. Petersen, Deutsche Naturwissenschaftliche Gesellschaft, Verlag Theodor Thomas, Leipzig 1919
- Von den Aufgaben der Tierpsychologie, Verlag Gebrüder Borntraeger, 1921
- Liebe und Ehe im Tierreich. mit Abb. von A. Achleitner, Verlag Theodor Thomas, 1921
- Die Säugetiere: mit besonderer Berücksichtigung ihrer Organisation und Lebensweise, Verlag Pestalozzi, 1922
- Grundriß der Mineralogie und Geologie. Für höhere Lehranstalten & zum Selbstunterricht. Verlag J. F. Schreiber, Esslingen 1922
- Die Sprache und andere Ausdrucksformen der Tiere, Verlag Rösl & Cie., München 1923
- Die Vögel, mit besonderer Berücksichtigung ihrer Organisation und Lebensweise dargestellt, in Das Naturreich, Verlag Pestalozzi, 1924
- Das Seelenleben der Tiere, Rikola Verlag, Wien und Leipzig 1926, bis Ausgabe 95 Die Seele der Tiere, Union Deutsche Verlagsgesellschaft, 1951
- Allgemeine Naturgeschichte – (Tierreich, Pflanzenreich und Mineralreich) für Haus und Schule, Verlag Hesse und Becker, Stuttgart 1926
- Aus der Welt des Tieres – Ein Buch von der Seele des Anderen, Verlag Otto Salle, Berlin 1930
- Gesellschaft und Staat unter Tieren – Aus dem Gemeinschaftsleben der Tiere (Kosmosbändchen, Nr. 141), Kosmos Ges. der Naturfreunde, Franckh’sche Verlagshandlung, Stuttgart 1935
- Über die Heimkehrfähigkeit von Waldmäusen (Mus sylvaticus L.), in: Journal of Comparative Physiology A: Neuroethology, Sensory, Neural, and Behavioral Physiology 23, 1936, S. 592–604
- Begegnung mit Tieren, Verlag Knorr & Hierth, 1938
- Zur Psychologie unserer Haustiere. Frankfurt am Main (= Frankfurter Bücher. Forschung und Lehre. Band 4).
- Das Tierkinderbuch, Union Deutsche Verlagsgesellschaft, Stuttgart 1952